# Біловежівський заказник
Біловежівський — гідрологічний заказник місцевого значення в Україні. Розташований у межах Бахмацького району Чернігівської області, біля сіл Біловежі Перші, Вишнівське, Рубанка. 
Площа - 149 га. Статус присвоєно згідно з рішенням Чернігівської обласної ради від  21.03.1995 р. Перебуває у віданні Рубанської сільської ради.
Статус присвоєно для збереження заболоченої ділянки, з якої бере початок річка Остер (притока Десни), що має важливе водорегулююче значення. Тут поширена осоково-злакова рослинність з низкою лучно-болотних та і болотних видів.